# ФК ЖАК Кикинда
ФК ЖАК (Железнички атлетски клуб) је фудбалски клуб из Кикинде, Србија, и тренутно се такмичи у Војвођанскoj лиги Исток, четвртом такмичарском рангу српског фудбала.  Клуб је основан 1931. године. Боје клуба су плава и жута.
Домаће утакмице игра на стадиону ФК ЖАК, који се налази у делу града званом Вашариште, а има капацитет за око 2.000 гледалаца.

## Историја
ЖАК је фудбалски клуб из Кикинде, основан 1931. године.
Клуб је у сезони 1936. као првак Новосадског подсавеза учествовао у државном првенству Краљевине Југославије, које се тада играло по куп систему, а ЖАК је у осмини финала изгубио од новосадског НАК-а укупним резултатом 7:3 из две утакмице, 0:4 код куће и 3:3 у гостима.
На крају такмичарске 1963/64 играће кавалификације за пласман у Српску лигу са имењаком из Сомбора. У оба меча кикиндски ЖАК победиће минималним резултатом, прва утакмица се играла у Сомбору, реванш у Кикинди.

## Новији резултати
| Сезона   | Ранг | Лига                                | Позиција | ИГ | Д  | Н  | П  | ГД | ГП | ГР  | Бод     | Куп                  |
| -------- | ---- | ----------------------------------- | -------- | -- | -- | -- | -- | -- | -- | --- | ------- | -------------------- |
| 2006/07. | 4    | Војвођанска фудбалска лига Исток    | 7.       | 28 | 11 | 8  | 9  | 60 | 51 | +9  | 41      | Није се квалификовао |
| 2007/08. | 4    | Војвођанска фудбалска лига Исток    | 8.       | 30 | 12 | 7  | 11 | 52 | 40 | +12 | 43      | Није се квалификовао |
| 2008/09. | 4    | Војвођанска фудбалска лига Исток    | 18.      | 34 | 6  | 10 | 18 | 58 | 80 | -22 | 28      | Није се квалификовао |
| 2009/10. | 5    | ПФЛ Зрењанин                        | 15.      | 28 | 4  | 3  | 21 | 21 | 97 | -76 | 15      | Није се квалификовао |
| 2010/11. | 6    | Општинска лига Кикинда - Нови Бечеј | 3.       | 20 | 8  | 4  | 8  | 35 | 36 | -1  | 26 (-2) | Није се квалификовао |
| 2011/12. | 6    | Општинска лига Кикинда - Нови Бечеј | 3.       | 21 | 8  | 4  | 9  | 32 | 32 | 0   | 28      | Није се квалификовао |
| 2012/13. | 6    | Општинска лига Кикинда - Нови Бечеј | -        | -  | -  | -  | -  | -  | -  | -   | -       | -                    |